# رایان کلهن
رایان کلهن (انگلیسی: Ryan Callahan؛ زادهٔ ۲۱ مارس ۱۹۸۵) بازیکن هاکی روی یخ اهل ایالات متحده آمریکا است.
از باشگاه‌هایی که در آن بازی کرده‌است می‌توان به نیویورک رنجرز و تمپا بی لایتنینگ اشاره کرد.